# ナチョ・モンサルベ
イグナシオ・"ナチョ"・モンサルベ・ビセンテ（Ignacio "Nacho" Monsalve Vicente、1994年4月27日 - ）は、スペイン・マドリード出身のサッカー選手。CDエルデンセ所属。ポジションはディフェンダー。

## クラブ経歴
マドリードに生まれ、12歳でアトレティコ・マドリードのカンテラに入団した。2013-14シーズンにはCチーム、翌シーズンにはBチームへと昇格した。2016年3月、トップチームのセンターバックを務めるディエゴ・ゴディン、ホセ・ヒメネス、ステファン・サヴィッチが相次いで負傷すると、急遽トップチームに招集され、4月2日のレアル・ベティス戦 (5-1)でトップチームデビューを果たした。
2016年7月19日、テルセーラ・ディビシオンに所属していたデポルティーボ・ラ・コルーニャのリザーブチームへ移籍した。
2017年8月24日、デポルティーボでの活躍からセグンダのラージョ・バジェカーノに引き抜かれ、1年契約を交わした。しかし、加入後すぐにレクレアティーボ・ウェルバへと貸し出された。
2018年8月3日、スペインを去り、オランダのFCトゥウェンテに移籍した。トゥウェンテでは準レギュラーとして活躍し、クラブの1部昇格に貢献した。
2019年7月1日、NACブレダに移籍。
2021年1月27日、レフスキ・ソフィアに1年半契約で加入した。
2021年6月27日、ŁKSウッチに3年契約で移籍した。